# Isothecium brewerianum
Isothecium brewerianum là một loài rêu trong họ Brachytheciaceae. Loài này được Lesq. Kindb. mô tả khoa học đầu tiên năm 1892.